# 神兵隊事件
神兵隊事件（しんぺいたいじけん）は、1933年（昭和8年）7月11日に発覚した、愛国勤労党天野辰夫らを中心とする右翼によるクーデター未遂事件。「神兵隊」という名称は、会沢正志斎の詩に「神兵之利」、その著作『新論』に「天神之兵」とあるのにもとづいて、前田虎雄がつけたという。
血盟団事件、五・一五事件などの流儀を受け継ぎ、大日本生産党・愛国勤労党が主体となって、閣僚・元老などの政界要人を倒して皇族による組閣によって国家改造を行おうと企図した。警視庁特別高等警察部捜査により未然に発覚し、東京・渋谷の金王八幡神社の集結所で天野辰夫ら約50人が検挙され、内乱罪が適用されたが、刑は免除された。

## 経緯

### 準備
天野辰夫は、血盟団事件および五・一五事件の2事件に期待した国家改造が不首尾に終わったため、みずから乗り出すことに決め、1932年（昭和7年）5月、前田虎雄（直接行動指令）を中国・上海から呼び、前田、紫山塾頭本間憲一郎の3人で、数次に渡って会見・謀議した。
まず国家改造の挙兵に際しては身命を賭する先鋭有力分子の獲得に努めるなど準備を進めたが、五・一五事件の検挙が想定外の深部にまで達し、大川周明についで、本間紫山塾頭も検挙され、企図の右翼諸団体に弾圧が及んで、昭和8年2月ころ活動を中止した。
しかしこの時期にも2人は、決行すべき挙兵は2事件にかんがみ、最終かつ必勝のものでなければならないとした。天野から破壊方面を任された前田は、皇国農民同盟、大日本生産党青年部、神武会、大化会、国家社会党、大阪愛国青年連盟その他、国士舘専門学校生徒、敬天塾塾生をも動員しようと考えた。これら団体の代表的人物と連絡をとることにつとめたが、動員計画は徐々に規模が縮小された。それでも動員計画に際して発送された通知状は3600通にのぼり、所要費用は数万ないし十数万円と予想された。
軍資金調達に悩んだ天野は、1933年（昭和8年）2月、親交のある安田銕之助中佐（顧問格）に計画概要を打ち明け、調達方を懇請し、安田はこれを懇意の中島勝次郎（資金仲介者）に依頼した。内藤彦一（資金提供者）はこのころ、投機の失敗から300余万円の負債を抱え、イチかバチかの大投機をおこなって債務解消するかそれとも死を選ぶほかないというきわめて苦しい状況にあった。内藤は、松沢勝治（早耳提供者）の紹介で中島と会見の際、計画概略を聞いた、事件ブローカー佐塚袈裟次郎（資金仲介者）から、その秘書岩村峻（資金仲介者）を通じて話を聞き、ここにおいて、中島立会のうえ、岩村と安田との会見がおこなわれた。その結果、岩村は内藤が早耳の代償として提供した額面25000円の手形3通を、中島を通じて前後2回にわたって安田に贈った。
前田虎雄は本間憲一郎の紹介で、1932年（昭和7年）以来、横須賀海軍工廠飛行実験部長山口三郎中佐（行動部顧問格）をしばしば訪れていたが、8年1月3日会見のさい、計画を打ち明け、賛同を得た。かくして海軍きっての空爆の名手山口中佐を味方に加えて、前田は計画をさらに推し進め、2月になると山口中佐に空爆に関する腹案を提示して、了解を得た。
翌年3月には、内藤の提供になる資金中、10000円が安田中佐から天野辰夫の手を経て届けられたので、準備運動はますます活発の度をました。

### 計画
前田は面識のある大日本生産党青年部長鈴木善一（動員関係司令）に働きかけ、1933年（昭和8年）5月、計画の概要を打ち明けた。鈴木はこれに賛成し、自分が率いる党青年部員の動員と、党中央委員の中精鋭分子の糾合の計画をたて、6月21日から3日間、横浜市神奈川区神奈川の待合「明石」で、前田と決行方法について謀議をおこなった。
計画では、内閣総理大臣官邸での閣議開催を期して海軍航空隊の100機近い飛行機から官邸と警視庁に爆弾を投下し、これを合図として地上部隊は数十名ずつ隊伍を組んで官邸・警視庁、牧野伸顕内大臣・山本権兵衛海軍大将・鈴木喜三郎立憲政友会総裁・若槻禮次郎民政党総裁などの官邸・私邸、政友会・民政党・社会大衆党の各本部などを襲撃・放火し、斎藤実内閣総理大臣以下各大臣、藤沼庄平警視総監などを殺害し、警視庁・日本勧業銀行などを占拠してこれを本部とし、戒厳令施行までこれを守り、政府転覆その他の朝憲紊乱を目的として暴動を起こす予定であった。計画決行期日は7月7日とされ、両者の担当は前田が行動隊の統率、鈴木は行動隊の動員とした。
しかし決行期日の直前になって、神兵隊幹部間の意見の衝突と武器調達の失敗とにより、第一次決行計画はいったん中止となり、あらためて7月11日に挙兵するという計画がたてられた。突然の計画変更で、中央と地方代表、地方代表と地方隊員、の間で連絡は混乱し、当局の警戒阻止にもあい、第二次決行計画に動員されたのは約130名であった。
陰謀に参加した者は、天野辰夫（愛国勤労党中央委員、弁護士）、安田銕之助（予備陸軍歩兵中佐）、山口三郎（海軍中佐）、前田虎雄（愛国勤労党中央委員）、鈴木善一（大日本生産党青年部長）、内藤彦一（松屋常務取締役）、中島勝次郎（西園寺公私設護衛隊長）など数十名であった。

### 決行
前田は、7月11日決行に腹を決めて指令を発し、10日夜、明治講会館に集合したところを検挙された。検挙されたのは、同人をはじめ、影山正治・白井為雄・村岡清蔵（以上、行動隊東京部）、片山駿（同満州組）以下49名であった。
同夜、水戸から大型バスに乗って上京した行動隊茨城組の小池銀次郎など30余名は、検挙の模様に気付いて明治神宮外苑から引き返して土浦に帰ったところを、鈴木善一は検挙をしらずに11日朝に明治講会館に現われたところを、それぞれ検挙された。
山口中佐は11日朝、前田以下が一斉検挙されたことを知り、予定の行動を中止した。
事件発覚後、警視庁特高第二課は神兵隊事件の容疑者を予防検束し続けていたが、1936年（昭和11年）10月6日、内務省と検事局との間で打ち合わせを行い、順次、拘束者全員の釈放を始めた。この時点で拘束されていたのは前田、鈴木、安田、影山、白井、南方、中村、毛呂、田崎の9人である。

### 裁判
事件は1935年（昭和10年）春以降、東京刑事地方裁判所において、被告人63名について取り調べた結果、被告人の大部分は内乱予備罪に該当することが明白になり、同年9月16日、天野・安田・前田・鈴木以下54名については内乱予備陰謀罪（大審院特別権限事件）に該当するとして、管轄違いの決定をなし、同罪に該当する被告人で予審中に死亡した山口・内藤など4名は公訴権消滅の決定をなし、早耳提供ならびに資金提供終結に関与した岩村他3名については殺人予備として、事件の早耳によって大阪で投機の思惑をおこなった寺本については爆発物取締罰則違反としてそれぞれ予審終結決定し、東京刑事地方裁判所の公判に回付した。
天野ほか53名は「大審院の特別権限に属する公判」に付すべきものであるか否かを審理中であったところ、1936年（昭和11年）12月17日、泉二新熊裁判長から、刑事訴訟法第483条第1項にのっとり、内乱予備陰謀罪として公判開始決定が与えられ、最初の内乱罪適用事件として大審院刑事四部宇野裁判長係、岩村検事次長、池田思想検事立会のもとに開廷された。
天野ほか43名については、1941年（昭和16年）3月15日、大審院第二特別刑事部が、刑を免除する旨の判決をなした。
その理由は、大要、(1)時ノ閣僚ヲ殺害シテ内閣ノ更迭ヲ目的トスルニ止マリ暴動ニ依リ内閣制度其ノ他ノ朝憲ヲ不法ニ変革スルコトヲ目的トセサルトキハ内乱罪ヲ構成セス、(2)大審院ノ特別権限ニ属スルモノトシテ公判開始決定アリタル事件ニ付テハ其ノ然ラサルコト明白トナリタルトキト雖大審院ハ右事件ニ付実体上ノ裁判ヲ為シ得ルモノトス、というものである。
統制派将校が背後にいたといわれる。別働隊の元アナーキストであった吉川永三郎に、西田税および永井了吉を暗殺させようとし、皇道派の荒木貞夫を事件成功後殺害することを重大目的としていた。
また、今田新太郎少佐が恩賜の拳銃を神兵隊幹部に交付したという噂もあった。さらに検挙後、池田純久少佐、武藤章中佐、綾部少佐らが、警視庁の安倍源基特別高等警察部長を訪問し、「なぜ検挙したか」と詰問した。事件後、今田新太郎が辻政信大尉とともに新疆方面に出張を命じられたのは、参考人として取り調べられることを避けるためだと伝えられている。安倍源基は、陸軍の統制派と関係があったというのは全くのデマであると述べている。

## GHQによる調査
1945年（昭和20年）12月14日、連合国軍最高司令官総司令部は日本政府に対し神兵隊事件を含めた、1932年（昭和7年）から1940年（昭和15年）までに発生したテロ事件に係る文書（警察記録、公判記録などいっさいの記録文書）の提出を命令した。提出命令に先立ち、同年12月6日までにA級戦犯容疑者の逮捕命令が出されていた。